# SunAmerica Center
SunAmerica Center (antes llamado AIG–SunAmerica Center) es un rascacielos de 39 plantas y 163 metros de altura en Century City, Los Ángeles, California. La torre se completó en 1990. Diseñado por Johnson Fain, es el vigésimo edificio más alto de los Ángeles y el tercer edificio más alto de Century City. El aparcamiento está disponible en ocho niveles del garaje adjunto.
SunAmerica Center recibió el premio BOMA International 2001/2002 Office Building of the Year.
A finales de marzo de 2009, todos los logos visibles de AIG fueron retirados del inmueble.

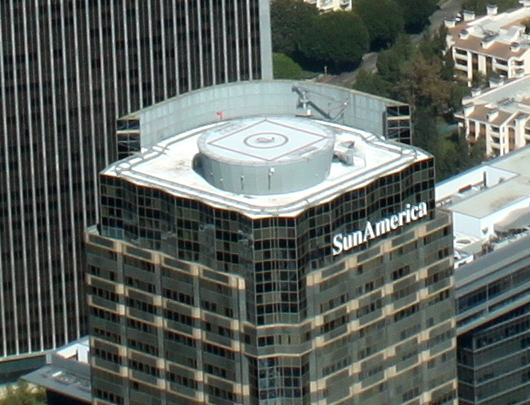
El helipuerto del SunAmerica Center.